# Cantilène
Cantilène
(kan-ti-lê-n') Nom commun féminin.
Terme de musique.

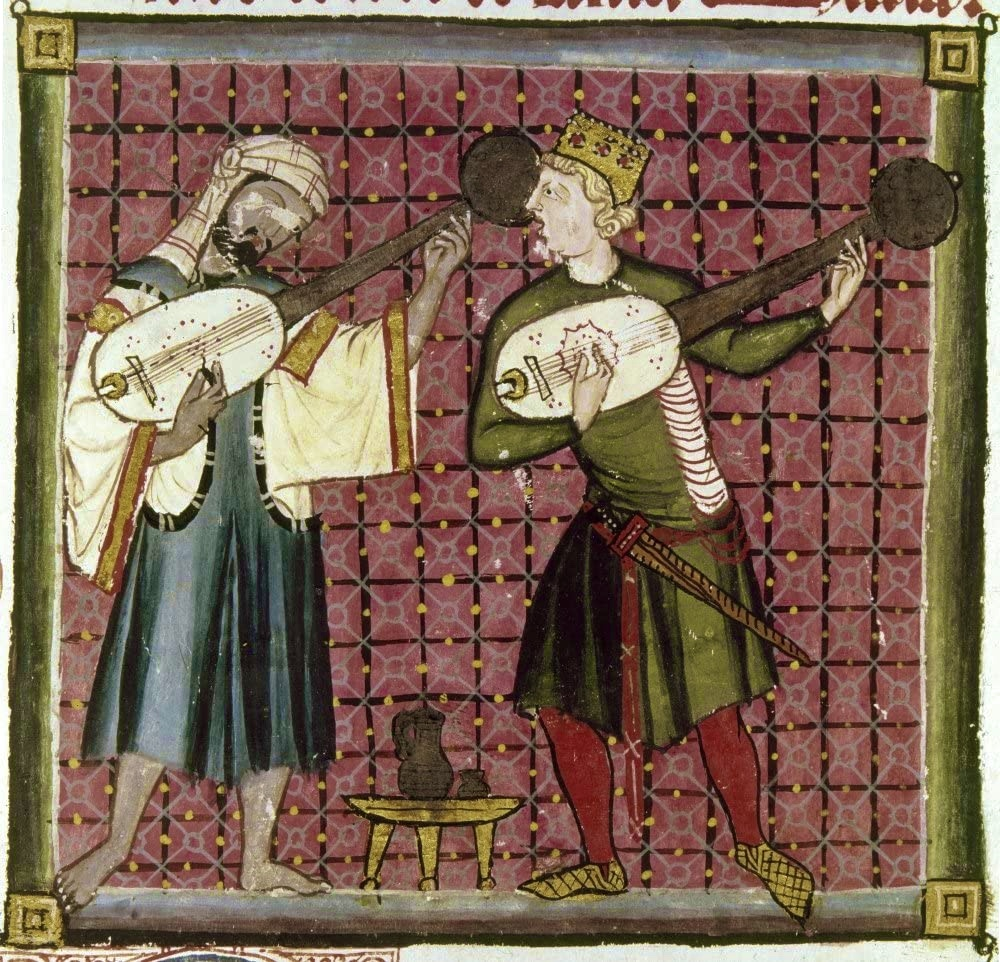
Illustration de musiciens contant des cantilènes.

- Ancienne signification : caractérise la musique profane par opposition à motet réservé à la musique sacrée. Pour Paulin Paris, médiéviste, les cantilènes sont très anciennes, ayant précédé et inspiré les Gestes et chansons de geste[1].
- De nos jours, le terme peut être appliqué à la moindre phrase musicale. On dira, par exemple la cantilène d'un berger, d'une nourrice, du boussadia[2].
- Dans son sens strict, le mot est réservé à une mélodie de caractère italien et dont l'amour est le sujet. La cantilène se distingue de la cavatine par son tempo, la cavatine ayant un mouvement allègre tandis que la cantilène affecte un tempo languissant qui permet, souvent, de nombreuses modulations. On trouvera de nombreuses cantilènes dans les œuvres de Bellini ou de Donizetti.

## Origine
Au Moyen Âge, cantilène désignait un court poème d’origine germanique, lyrique, épique ou guerrier. Ce poème était toujours chanté. On dit que Charlemagne aimait beaucoup cette littérature, en ordonna la collecte et écrivit quelques cantilènes.
Parmi celles qui sont encore connues, on peut citer :
- La Cantilène de Saucourt qui immortalise la bataille des Francs, menés en 881 par Louis III contre les Normands, pour se venger du traître Isembart ;
- la Cantilène d'Hildebrand (IXe siècle) qui raconte le combat entre un père et son fils Hadebrand ;
- La Cantilène de Saint-Faron (VIIe siècle) rapporte les aventures des ambassadeurs du roi saxon Bertoald envoyés à Clotaire II, roi des Francs. Ce dernier, courroucé des prétentions de Bertoald sur son royaume, fit jeter les ambassadeurs en prison et les condamna à avoir la tête tranchée le lendemain. Faron, qui n’était pas encore dans les ordres, alla nuitamment visiter les prisonniers et les convertit au Christianisme. Lorsque Clotaire voulut que la sentence soit appliquée et voir la tête des ambassadeurs rouler sur le sol, Faron se présenta devant lui et déclara : « Mon roi, ces hommes ne sont plus saxons, ils appartiennent au peuple chrétien ». C’est ainsi qu’il les sauva de la colère du roi et d’une mort certaine ;
- La Cantilène de sainte Eulalie, appelée aussi Séquence de sainte Eulalie (cf. Art Mosan), date du IXe siècle et narre le martyre d’une vierge lire sur wikisource.

## Étymologie
Du latin cantilena lui-même issu du verbe cantare (chanter).
En italien, cantilena signifie chanson.

## Littérature
- Cantilènes en gelée est un recueil de poésie de Boris Vian paru en 1949
- Cantilène occitane est un roman de Pierre Gamarra paru en 1979